# جان هونوري فراغونارد
جان هونوري فراغونارد (بالفرنسية: Jean-Honoré Fragonard)‏ وهو رسام فرنسي وفنان روكوكو ولد في يوم 5 أبريل 1732 في مدينة كراس في فرنسا يتميز فنه بالغرازة و مذهب المتعة وفي فنه كان هناك الكثير من عرض التعري توفي في يوم 22 أغسطس 1806 في باريس.

## روابط خارجية
- جان هونوري فراغونارد على موقع الموسوعة البريطانية (الإنجليزية)
- جان هونوري فراغونارد على موقع ميوزك برينز (الإنجليزية)
- جان هونوري فراغونارد على موقع إن إن دي بي (الإنجليزية)
- جان هونوري فراغونارد على موقع ديسكوغز (الإنجليزية)